# Municipio de Meacham
El municipio de Meacham (en inglés: Meacham Township) es un municipio ubicado en el condado de Marion en el estado estadounidense de Illinois. En el año 2010 tenía una población de 375 habitantes y una densidad poblacional de 3,95 personas por km².

## Geografía
Según la Oficina del Censo de los Estados Unidos, el municipio tiene una superficie total de 94.95 km², de la cual 94,65 km² corresponden a tierra firme y (0,32 %) 0,31 km² es agua.

## Demografía
Según el censo de 2010, había 375 personas residiendo en el municipio de Meacham. La densidad de población era de 3,95 hab./km². De los 375 habitantes, el municipio de Meacham estaba compuesto por el 99,47 % blancos y el 0,53 % eran de una mezcla de razas. Del total de la población el 0 % eran hispanos o latinos de cualquier raza.